# あの夏のルカ
『ルカ・パグーロ』（原題：Luca Paguro）は、ピクサー・アニメーション・スタジオ製作によるアメリカ合衆国のコンピュータアニメーション・サマー・ファンタジー・アドベンチャー映画。2021年6月18日にDisney+にて日米同時公開された。監督はエンリコ・カサローザ。

## 概要
ピクサーの長編映画としては、2020年公開の『ソウルフル・ワールド』に次ぎ、1995年公開の『トイ・ストーリー』から数えて24作目となる。
北イタリアを舞台に、海の世界に暮らすシー・モンスターの少年たちが、人間の世界へと冒険する様子を描いている。また、本作はピクサー史上初の「夏」を題材とした作品である。

## キャッチコピー
- 「シー・モンスター出没注意！[16]」
- 「秘密を抱えたあの夏、僕たちは少し大人になった…[17]」

## あらすじ
本作の舞台は、1950年代の北イタリアの港町ポルトロッソ。そこの住民たちは海に住むシー・モンスターを恐れており、一方のシー・モンスターたちも人間を恐れていた。そして、2つの世界は海面で隔てられ、決して交わることはなかった。
そんなシー・モンスターの少年ルカ・パグーロは、海底に沈んでいる人間のものに興味を持ち、人間の世界への好奇心を止められずにいた。そしてある夏の日、人間の世界を知る同じくシー・モンスターのアルベルト・スコルファノと出会った彼は、シー・モンスターの掟を破り彼と共に陸に足を踏み入れる。身体が乾くと人間の姿になるという性質を持つ彼らは、少しでも水に濡れると元の姿になってしまうため、この秘密を人間に知られる恐怖心を抱く。
ルカは人間の世界にある「ベスパ」という乗り物に心惹かれ、様々な材料を用いてそれを手作りするが、そのことを母親ダニエラと父親ロレンツォに知られてしまい、夏の間叔父と共に深海で過ごすように言われる。そこでルカとアルベルトは、本物のベスパを手に入れるべくポルトロッソへ行く。そこでは年に1度、トライアスロン形式の催し物があり、優勝者には多額の賞金が贈られるという。2人はその賞金でベスパを購入することを決意するが、毎年そのレースを連覇しているエルコレ・ヴィスコンティという不良が登場。ルカとアルベルトが彼に目をつけられていたところを、ジュリア・マルコヴァルドという少女に助けられる。ルカ、アルベルト、ジュリアの3人は協力してレースで優勝することを目指す。ジュリアは、寝泊まりをする場所がないルカとアルベルトを、彼女の父親で漁師であるマッシモを手伝うことを条件に家に泊めてくれることにする。
一方、姿を消したルカを心配したダニエラとロレンツォは、恐る恐るポルトロッソへ足を踏み入れ彼を探し始める。そして、ジュリアは毎年夏の間だけポルトロッソで過ごし、普段はジェノヴァの学校に通っていることをルカに打ち明ける。その話を聞いたルカは、「学校」に興味を持ち始めるのだった。レースの練習に打ち込む3人だったが、ある時ルカとアルベルトは些事で喧嘩をしてしまい、それが原因でジュリアに彼らの本来のシー・モンスターの姿を見られてしまうという事態が起こる。そんな中迎えたレース当日、レースに熱中するルカたちだったが運悪く雨が降り始め、案の定シー・モンスターの姿に戻ってしまったルカとアルベルト。しかし、偶然にもルカたちはレースで優勝を果たす。それを見た住民たちはシー・モンスターへの誤解を解き、打ち解け始める。
夏も終わり、ジュリアがジェノヴァに戻る日がやって来るが、アルベルトはルカのためにレースの賞金で購入したベスパを売り払いそのお金でジェノヴァ行きの切符を手に入れていた。マッシモと暮らすことになったアルベルトや両親と別れたルカは、ジュリアと共に汽車で学校へと旅立つのであった。
エンドロールでは、ルカやアルベルトのその後が描かれている。また、エンドロール終了後には深海に住むルカの叔父ウーゴが視聴者に向けて愚痴をこぼす所で映画は幕を閉じる。

## 登場キャラクター

### シー・モンスター
シー・モンスターの掟として、「海の世界を離れてはいけない」・「人間に見られてはいけない」・「水に濡れてはいけない」がある。彼らは水に濡れるとシー・モンスターの姿になり、乾くと人間の姿になるという性質を持つ。
ルカ・パグーロ（Luca Paguro）
本作の主人公。12歳ほどの少年。内向的で気の小さい性格であるが、好奇心旺盛な一面もある。
ポルトロッソ近海の海底に潜むシー・モンスター。親からの教えを守り「良い子」として暮らしてきたが、アルベルトと出会い海の外の世界に触れたことでまだ見ぬ世界に対して強い憧れを抱く。
アルベルト・スコルファノ（Alberto Scorfano）
本作のもう1人の主人公。シー・モンスターの14歳の少年で、ルカと出会った後に親友となる。やんちゃで恐れ知らずな性格。ポルトロッソの沖合いにある離れ小島の塔に1人で暮らしている。地上での暮らしに慣れており、漁をしている漁船から様々な道具をくすねては塔にため込んでいる。
ルカと出会い、彼に地上の素晴らしさを教える。やがてベスパを手に入れて自由に旅することを目標にルカと共にポルトロッソへと訪れる。
ダニエラ・パグーロ（Daniella Paguro）
ルカの母親。
ルカに人間の世界がいかに危険かを教える。ルカに対しては過保護気味で、ルカが地上の世界に行っていることが露見した際は彼を危険な地上から遠ざける為に深海に住まわせようとまでしたが、それがルカの反発を生んでしまい、ルカがポルトロッソへ向かうきっかけとなった。
ロレンツォ・パグーロ（Lorenzo Paguro）
ルカの父親。
ダニエラと同様に、ルカに人間の世界が危険なことを教える。
おばあちゃん（Grandma Paguro）
ルカの祖母。地上に詳しくルカが地上に遊びに行く際も見て見ぬふりをしていた。
ウーゴおじさん（Uncle Ugo）
ルカの伯父。ロレンツォの兄。
チョウチンアンコウのような姿をしており深海に住んでいる。深海ゆえにすることがなく転がっているクジラの死骸がエサであることからだらしない性格をしている。

### 人間
ジュリア・マルコヴァルド（Giulia Marcovaldo）
ルカ、アルベルトと仲良くなる13歳の人間の少女。夏の間だけポルトロッソの父親の家で暮らしている。負けん気が強くおしゃべりな性格。
ポルトロッソカップに優勝する為、魚の配達をしつつトレーニングを行っている。しかし本来3人1チームで行う競技に1人で挑んでいる為、途中棄権してしまうことが多くエルコレからバカにされている。ルカ達と出会ったことで彼らと「負け犬チーム」を組みポルコロッソカップ優勝を目指す。ルカと仲良くなるが、それが彼とアルベルトの間に溝を生じさせることになる。
マッシモ・マルコヴァルド（Massimo Marcovaldo）
ジュリアの父親で漁師をしている。大柄な体格で生まれつき右腕が無い。その見た目と少ない口数で威圧的な印象を与えるが、出自も分からず突然居候することになったルカ達にパスタを振舞うなど根は優しい性格をしている。

エルコレ・ヴィスコンティ（Ercole Visconti）
ポルトロッソの不良。本作のディズニー・ヴィランズ。
ポルトロッソカップで毎年優勝していることを鼻にかけ威張り散らしているが、大会の年齢制限を越えているにもかかわらず年齢詐称して出場しており、他にもパスタ早食いで手助けする、サイクリングレースで他人を蹴とばす等、様々な不正を行っている。
チッチョ（Ciccio）
エルコレの仲間の1人。
グイド（Guido）
エルコレの仲間の1人。

### その他
マキャヴェリ（Machiavelli）
ジュリアとマッシモが飼育している猫。ルカ達がシー・モンスターに戻ったところをたまたま見たことで彼らに常に疑いの目を向けている。

## 声の出演
| キャラクター             | 原語版                         | 日本語吹替版 |
| ------------------------ | ------------------------------ | ------------ |
| ルカ・パグーロ           | ジェイコブ・トレンブレイ       | 阿部カノン   |
| アルベルト・スコルファノ | ジャック・ディラン・グレイザー | 池田優斗     |
| ジュリア・マルコヴァルド | エマ・バーマン                 | 福島香々     |
| マッシモ・マルコヴァルド | マルコ・バリチェッリ           | 乃村健次     |
| エルコレ・ヴィスコンティ | サヴェリオ・ライモンド         | 浪川大輔     |
| ダニエラ・パグーロ       | マーヤ・ルドルフ               | 高乃麗       |
| ロレンツォ・パグーロ     | ジム・ガフィガン               | 磯部勉       |
| おばあちゃん             | サンディ・マーティン           | 青木和代     |
| ジャコモ                 | ジャコモ・ジャンニオッティ     | 細貝光司     |
| ウーゴおじさん           | サシャ・バロン・コーエン       | 落合弘治     |

## 製作

### 企画
2020年7月30日、ピクサーはエンリコ・カザローザが監督しアンドレア・ウォーレンがプロデュースする、イタリアを舞台としたオリジナル映画の製作を発表した。新型コロナウイルス感染拡大の影響で、エメリービルにあるピクサーの本社が閉鎖されたため、スタッフの多くは自宅で本作の製作にあたった。
また、監督のエンリコ自身も本作の舞台となっている北イタリアで生まれ育ち、「子供の頃に自分とは全く違う世界に住む少年と夏に出会ったんだ。その夏の思い出から、少年が大人へと成長する物語を作りたいと思ったんだ」と語っているように、自身の経験からインスピレーションを受けた仕上がりになっている。さらに、Deadline.comなどのメディアにあて、「この映画は、とても個人的な物語になります。それは、僕が育ったリヴィエラが舞台というだけではなく、映画のコアが友情をたたえるものであるからです。子供時代の友情は、将来への道を切り開くきっかけとなるものであり、その絆こそ『あの夏のルカ』の物語のハートなのです」とも語っている。

### アニメーション
イタリアで生まれ育ったエンリコが幼い頃に実際に体験した思い出が、本作で数多く描かれている。例として、ピクサー社内で「漫画の水しぶき」と呼ばれる「完全なリアリティを追求しない水」が描かれており、これは過去のピクサー作品で描かれてきた水とは少し異なっている。その参考となったのが、スタジオジブリ製作の『紅の豚』や『千と千尋の神隠し』、『崖の上のポニョ』などで描かれた美しい海であり、エンリコが愛してやまないスタジオジブリと宮崎駿である。
ビジュアルにリアリティを持たせるための自然現象を担当するジョン・ライシュは、「エンリコ監督は映画のビジュアルにエレガンスさを求めており、そのエレガンスさは2Dアニメーションにインスピレーションを受けていました。しかし彼はピクサーに期待されるリッチさも失いたくないと思っていたので、僕らがよく参考にしたのは宮崎駿とスタジオジブリでした。あとは日本の木版画も参考にしました」と明かしている。

### キャスティング
主人公のルカ・パグーロ役には、『ルーム』や『ワンダー 君は太陽』で知られるジェイコブ・トレンブレイが起用された。エンリコは、「不安と礼儀正しさ、人を満足させたいと思っている内気な人物を演じることに関して彼は達人級です。驚異的な俳優ですよ」と彼の演技を絶賛している。また、ルカの親友でもう1人の主人公であるアルベルト・スコルファノ役には、『IT/イット “それ”が見えたら、終わり。』や『シャザム!』に出演したジャック・ディラン・グレイザーが起用された。さらに、2人の主人公の脇を固めるキャラクター役として、エマ・バーマン、マルコ・バリチェッリ、サヴェリオ・ライモンド、マーヤ・ルドルフ、ジム・ガフィガンらが出演している。
日本語吹き替え版においては、ルカ役に阿部カノンが、アルベルト役に池田優斗が抜擢された。阿部はディズニー映画の声優は初となるが、池田は2017年公開の『美女と野獣』のチップ役で出演した経験がある。

### 音楽
当初はエンニオ・モリコーネが音楽を担当する予定であったが、2020年7月6日に彼が死去したことに伴いダン・ローマーに変更された。
日本版エンドソングには、井上陽水の名曲『少年時代』が起用された。この曲は本作のためにトクマルシューゴがアレンジを加えており、ヨルシカのボーカルを務めるsuisが歌唱している。

## 公開

### マーケティング
最初の予告編は2021年2月25日にピクサーの公式YouTubeチャンネルで公開され、同年3月2日にはこれと同様のものが日本でも公開された。4月28日に、アメリカ合衆国において2つ目の予告編が公開。さらに、5月12日には監督エンリコ・カサローザによる日本の観客に向けたコメント入りのプロモーション動画が、日本版ポスタービジュアルと共に公開された。6月9日、本作に登場するキャラクターがメインに描かれたポスターと同時に、日本版予告編も公開。

### Disney+での配信
2021年3月23日、ウォルト・ディズニー・カンパニーは本作について、劇場公開を断念し同社傘下の定額制動画配信サービス「Disney+」での独占公開に切り換えると発表した。日本でも同様の形態にて公開されることが、同月25日にウォルト・ディズニー・ジャパンから発表された。本作はピクサー製作の前作である『ソウルフル・ワールド』と同様、追加料金を支払わずに視聴ができる形態となる。また、Disney+のサービスが行われていない国と地域では劇場公開する予定としている。
これにより、ピクサーは2作品連続でDisney+での公開を余儀なくされる形となった。また、ピクサーの長編映画に同社と他社の短編映画が同時上映されなかったのは、2019年公開の『トイ・ストーリー4』に続き3作目となる。

### 劇場公開
2023年12月6日、ピクサー・アニメーション・スタジオは本作品を2024年3月22日にアメリカ国内で劇場公開することを同社のX（旧・Twitter）にて発表した。
2023年12月20日、ウォルト・ディズニー・ジャパンは本作品並びに『フォー・ザ・バーズ』（同時上映作品）を2024年3月29日に日本国内で劇場公開することを同社サイトにて発表した。